# Sexstar
Sexstar est une revue de bande dessinée érotique publiée par Les Archers.
Elle compte 5 numéros de petit format (12 × 18 cm), comprenant 100 pages en noir et blanc, parus en 1974.

## Autour de la revue
Le numéro 3, Viol à Grey Rock, est sans doute le petit format le plus cher et le plus recherché car il est considéré comme étant le numéro 0 de la série Durango, dont l'auteur est également Yves Swolfs. Bien que ne faisant pas intervenir les mêmes personnages, ce récit ressemble à la fois par le thème abordé et le physique du héros au 1er album de la série : Les chiens meurent en hiver.

## Liste des numéros
- Sexstar no 1 : Faubourg de Hambourg
- Sexstar no 2 : Horos Tic
- Sexstar no 3 : Viol à Grey Rock
- Sexstar no 4 : Constellation des vierges
- Sexstar no 5 : La Mondaine est sur le coup